# آندریاس کافمن
آندریاس کافمن (انگلیسی: Andreas Kaufmann؛ زادهٔ ۶ اکتبر ۱۹۷۳) بازیکن فوتبال اهل آلمان است.
از باشگاه‌هایی که در آن بازی کرده‌است می‌توان به باشگاه فوتبال فرایبورگ اشاره کرد.